# トリポリ (ギリシャ)

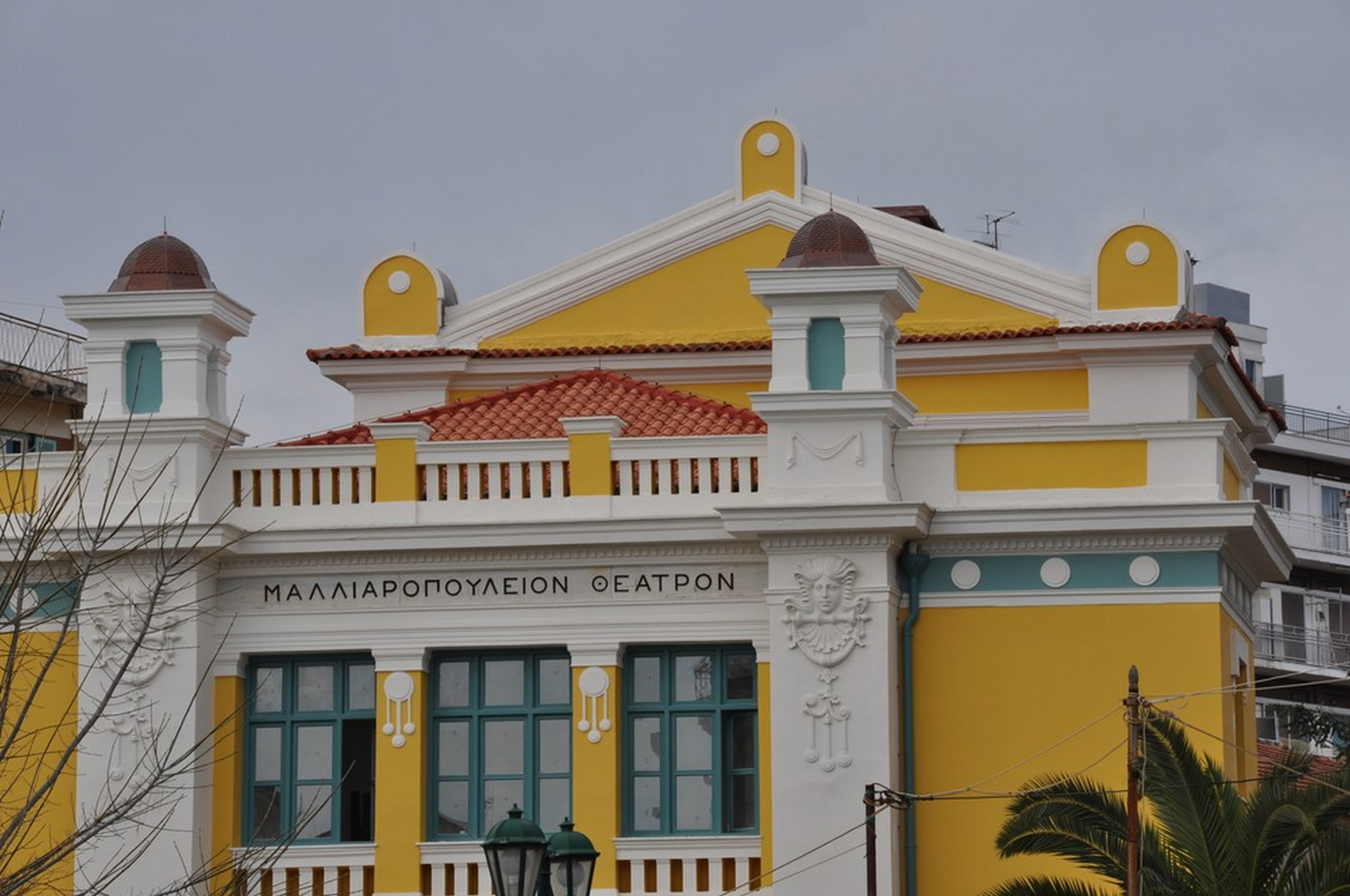
Municipal Theater of Tripoli, Arcadia

トリポリ（ギリシア語: Τρίπολη / Trípoli）または トリポリス（カサレヴサ: Τρίπολις / Trípolis）は、ギリシャ共和国ペロポニソス地方中央部に位置する人口約3万1000人の都市であり、その周辺部を含む基礎自治体（ディモス）。ペロポニソス地方の首府であり、アルカディア県の県都でもある。
現在のトリポリの町が建設されたのは1770年のことである。付近に3つの古代都市遺跡があることから、「3つの都市」を意味する「トリポリス」と名付けられた。古くはトリポリツァ（Τριπολιτσά / Tripolitsa）とも呼ばれた。

## 地理

### 位置・広がり
都市トリポリは、首都アテネから西南西へ約130km、ペロポネソス半島最大の都市パトラ（人口約16万人）から東南へ約95km、ペロポネソス半島のほぼ中央部に位置する。行政区画としてのペロポニソス地方のほぼ中央でもあり、同地方の政庁所在地ともなっている。
ペロポニソス地方においてトリポリは、西南部のカラマタ（約5万4000人）、東北部のコリント（人口約3万人）に次いで第3位の人口を有する都市である（ペロポネソス半島全体ではパトラがあるために第4の都市となる）。コリントスの西南約65km、カラマタの東北約60kmに位置するトリポリは、両都市を結びつける位置にあり、道路や鉄道が市内を通過している。
自治体（ディモス）としてのトリポリ市（Δήμος Τρίπολης）は、2011年に周辺自治体と合併した。市域の南北の広がりは、北のアハイア県・コリンティア県境から南はラコニア県境に至る約60km、1481km²の面積は、ペロポニソス地方の自治体で最大である。隣接するディモスは以下の通り。
- シキオナ（英語版） - 北
- アルゴス＝ミキネス（英語版） - 東
- 北キヌリア（英語版） - 南東
- スパルティ - 南
- ゴルティナ（英語版） - 南西
- メガロポリ（英語版） - 西
- カラヴリタ（英語版） - 北西

### 地勢
トリポリは標高約650mの盆地にあり、四方を木が生い茂った山々に囲まれている。
市街を取り囲む山で最も高いのは、市街の北西にそびえるメナロ山で、同時に都市に最も近い山でもある。市街の南西には、かつては湿地帯が広がっていたが、現在では干拓され、農地として利用されている。

### 気候
トリポリは標高の高い内陸部にあるため、夏は乾燥して冬は厳しい。地中海性気候と大陸性気候を移行する気候がみられる。気温は夏には40℃を超え（最高記録は44℃）、冬には-10℃を下回ることもある（最低記録は-18℃）。また、10月後半から4月初旬にかけて、降雪がよく見られる。
| トリポリの気候               | トリポリの気候 | トリポリの気候 | トリポリの気候 | トリポリの気候 | トリポリの気候 | トリポリの気候 | トリポリの気候 | トリポリの気候 | トリポリの気候 | トリポリの気候 | トリポリの気候 | トリポリの気候 | トリポリの気候 |
| 月                           | 1月            | 2月            | 3月            | 4月            | 5月            | 6月            | 7月            | 8月            | 9月            | 10月           | 11月           | 12月           | 年             |
| ---------------------------- | -------------- | -------------- | -------------- | -------------- | -------------- | -------------- | -------------- | -------------- | -------------- | -------------- | -------------- | -------------- | -------------- |
| 平均最高気温 °C （°F）       | 9.4 (48.9)     | 10.3 (50.5)    | 13.0 (55.4)    | 17.3 (63.1)    | 22.7 (72.9)    | 27.6 (81.7)    | 30.1 (86.2)    | 29.9 (85.8)    | 26.5 (79.7)    | 20.3 (68.5)    | 15.5 (59.9)    | 11.1 (52)      | 19.48 (67.05)  |
| 平均最低気温 °C （°F）       | 0.9 (33.6)     | 1.4 (34.5)     | 2.6 (36.7)     | 5.1 (41.2)     | 8.2 (46.8)     | 11.9 (53.4)    | 14.3 (57.7)    | 14.4 (57.9)    | 11.7 (53.1)    | 8.2 (46.8)     | 5.0 (41)       | 2.7 (36.9)     | 7.2 (44.97)    |
| 降水量 mm （inch）           | 119.2 (4.693)  | 100.4 (3.953)  | 72.3 (2.846)   | 59.2 (2.331)   | 35.4 (1.394)   | 24.8 (0.976)   | 18.9 (0.744)   | 15.6 (0.614)   | 24.7 (0.972)   | 78.6 (3.094)   | 114.0 (4.488)  | 147.7 (5.815)  | 810.8 (31.92)  |
| 出典：www.climate-charts.com |                |                |                |                |                |                |                |                |                |                |                |                |                |

## 歴史
中世、この土地は、ドロボリツァ（Drobolitsa）、ドロボルツァ（Droboltsá）、ドルボリツァ（Dorboglitza）などと呼ばれていた。この地名は、ギリシャ語で「水の町」を意味するヒドロポリツァ（Hydropolitsa）か、もしくは南スラヴ語で「オークが茂る平原」を意味する言葉に由来するとされている。
現代に続く町は1770年に建設された。この場所は古代都市パランティロン、テゲア、マンディネアの遺跡の近くであったことから、「3つの都市」を意味するトリポリスと名付けられた。オスマン帝国の統治下、この町はペロポネソス半島における行政中心地のひとつであり、イスラム教徒やユダヤ人が多く居住した。
トリポリは、ギリシャ独立戦争において独立軍の重要な目標の一つであった。1821年1月に、アレクサンドロス・イプシランディスがワラキア地方とモルダヴィア地方でギリシャ人を率いた反乱を起こすと、トリポリのギリシャ系住民は殲滅された。1821年の夏にはオスマン帝国政府軍による凄惨なトリポリツァ包囲戦 (Siege of Tripolitsa) が展開され、多くのギリシャ系住民が犠牲になった。1821年10月17日には報復の名のもと、独立軍によってムスリム・ユダヤ人住民が殺戮された。
ギリシア人が都市を放棄したあと、1825年6月22日にイブラーヒーム・パシャがこの都市を取り戻した。 1828年前半、パシャはペロポネソスから撤退するのに際して都市を破壊し、城壁を取り壊した。
トリポリの町は新しく建国されたギリシャ王国の領土となり、現在に至っている。

## 人口推移

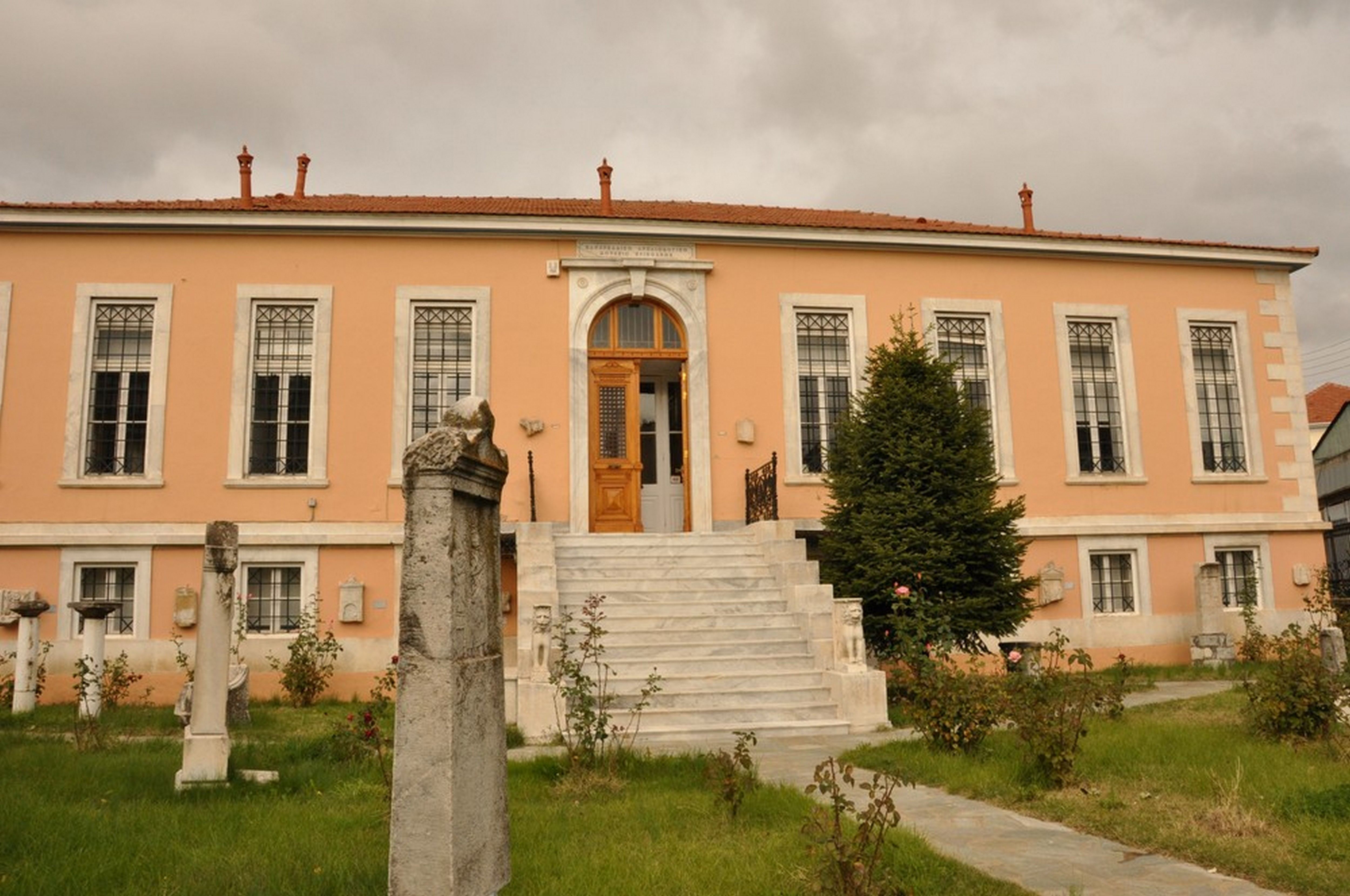
Archaeological Museum, Tripoli, Arcadia

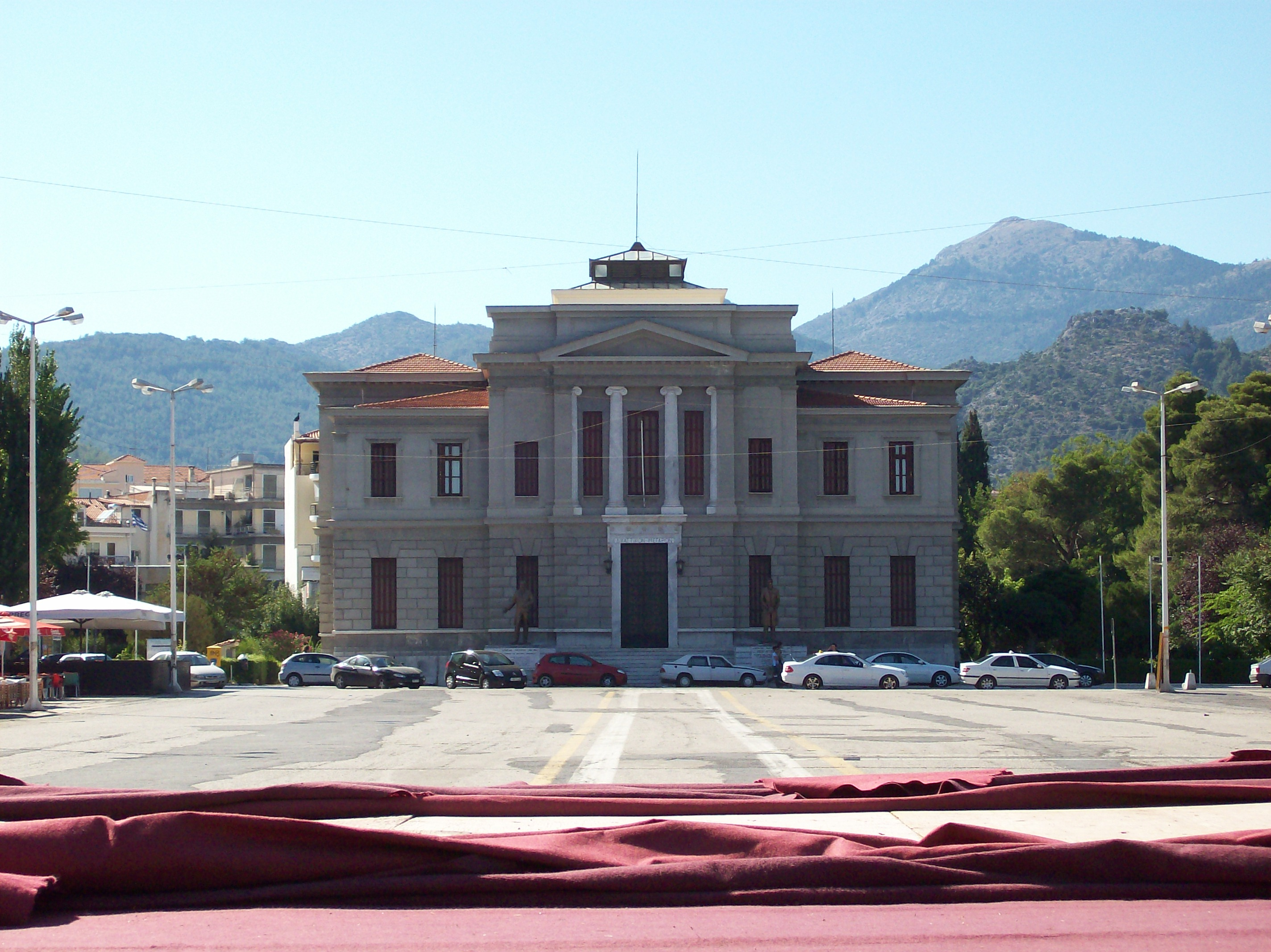
The Court House in Tripolis

| 年   | 人口（人） | 増減           | 都市人口（人） |
| ---- | ---------- | -------------- | -------------- |
| 1981 | 21,337     | -              | -              |
| 1991 | 22,429     | +1,092/+5.12%  | 26,432         |
| 2001 | 25,520     | +3,091/+13.78% | 28,976         |

## 行政区画

アルカディア県の旧自治体（2010年まで）

アルカディア県におけるトリポリ市（2011年以後）

トリポリ市は、アルカディア県の5つの自治体の一つである。

### 旧自治体（ディモティキ・エノティタ）
2010年に行われた地方制度改革（カリクラティス改革）にともない、2011年1月1日付で旧トリポリ市を含め7自治体が合併し、新たな自治体（ディモス）としてトリポリ市が発足した。旧自治体は新自治体を構成する行政区（ディモティキ・エノティタ）として位置づけられた。
|    | 行政区名     | 綴り      | 政庁所在地      | 面積 Km² | 人口   |
| -- | ------------ | --------- | --------------- | -------- | ------ |
| 1  | トリポリ     | Τρίπολη   | トリポリ        | 119.3    | 28,976 |
| 3  | ヴァルテツィ | Βαλτέτσι  | アセア (el)     | *        | 1,842  |
| 11 | コリティオ   | Κορύθιο   | ステノ          | *        | 2,613  |
| 13 | レヴィディ   | Λεβίδι    | レヴィディ (el) | *        | 4,131  |
| 15 | マンディニア | Μαντίνεια | ネスタニ (el)   | 205.4    | 3,510  |
| 17 | スキリティダ | Σκυρίτιδα | ヴラホケラシア  | *        | 2,248  |
| 18 | テゲア       | Τεγέα     | スタディオ      | *        | 3,858  |
| 22 | ファラントス | Φάλανθος  | ダヴィア        | *        | 1,310  |

### キノティタ
トリポリ市のトリポリ地区は以下の行政区およびキノティタ（都市・村落共同体）から構成される。
- Διοικητική διαίρεση νομού Αρκαδίας - アルカディア県の自治体・集落一覧（1999年 - 2010年）
- [　]内は人口

| - Δ.δ. Τριπόλεως [ 25.570 ] - η Τρίπολη [ 25.520 ] - η Μηλιά Τριπόλεως [ 50 ] - Δ.δ. Αγίου Βασιλείου Μαντινείας -- ο Άγιος Βασίλειος [ 174 ] - Δ.δ. Αγίου Κωνσταντίνου -- ο Άγιος Κωνσταντίνος [ 1.260 ] - Δ.δ. Ευάνδρου -- το Εύανδρον [ 40 ] - Δ.δ. Θάνα [ 292 ] - ο Θάνας [ 237 ] - ο Περπατάρης [ 55 ] - Δ.δ. Μάκρης [ 471 ] - η Μάκρη [ 175 ] - το Σανατόριον Μάκρης [ 296 ] | - Δ.δ. Μερκοβουνίου -- το Μερκοβούνιον [ 370 ] - Δ.δ. Παλλαντίου -- το Παλλάντιον [ 244 ] - Δ.δ. Πελάγους -- το Πέλαγος Αρκαδίας [ 121 ] - Δ.δ. Περθωρίου [ 100 ] - το Περθώριον [ 95 ] - η Μονή Επάνω Χρέπας [ 5 ] - Δ.δ. Σκοπής [ 334 ] - η Σκοπή [ 182 ] - τα Χάνια [ 152 ] |

## 著名な出身者
- アレクサンドロス・パパナスタシウ （1876-1936、ギリシャ王国首相）
- コンスタンディノス・ゲオルガコプロス （1890-1978、ギリシャ王国首相）
- コスタス・カリオタキス （1896-1928、詩人）
- ヤニス・クロス （1956-、マラソン選手）

## 姉妹都市
- ジュバイル、レバノン

## 参考
- Transactions of the Philological Society 1934, p. 19-20

## 註
1. ↑  “www.climate-charts.com/”. 2011年11月11日閲覧。